# Samarien
Samarien är ett landskap i norra Västbanken och är omnämnt i Bibeln. Det forntida Kungariket Israel, med Samaria som huvudstad, var en del av Samarien ca 911–722 f.Kr. då området erövrades av assyrierna. Senare var området under babylonskt, persiskt och hellenistiskt styre. Staden Samaria kallades under den följande romerska tiden av Herodes för Sebastia (arabiska سبسطية, Sabastiyah; hebreiska סבסטיה, Sebasti).